# 土師牛勝
土師 牛勝（はじ の うしかつ、生没年不詳）は、奈良時代の貴族。姓は宿禰。勤広参・土師甥の子。官位は従五位上・諸陵頭。勲位は勲十二等。

## 経歴
聖武朝の天平10年（738年）ごろに上総介を務める。天平17年（745年）には正六位上・右大史の官位にあったが、勲十二等の勲位を持っていたことから、かつて蝦夷征討に従軍していた可能性もある。天平18年（746年）4月に外従五位下に叙せられ、同年8月に土師氏にかかわりの深い諸陵頭に任官する。
孝謙朝に入ると、天平勝宝3年（751年）従五位下、天平勝宝6年（754年）従五位上と昇進を果たした。この間の天平勝宝4年（752年）大仏開眼供養に際して、文上麻呂とともに楯伏舞々頭を奉仕している。

## 官歴
注記のないものは『続日本紀』による
- 天平10年（738年）4月：見上総介[2]
- 天平17年（745年）10月：見右大史正六位上・勲十二等[3]
- 時期不詳：正六位下
- 天平18年（746年）4月22日：外従五位下。8月8日：諸陵頭。
- 天平勝宝3年（751年）正月25日：従五位下
- 天平勝宝6年（754年）正月16日：従五位上

## 系譜
- 父：土師甥[4]
- 母：不詳
- 生母不詳の子女
  - 男子：大枝真仲[4]